# Salinas de Pisuerga
Salinas de Pisuerga è un comune spagnolo di 280 abitanti situato nella comunità autonoma di Castiglia e León.